# Bassigny
Bassigny este o arie protejată (arie de protecție specială avifaunistică — SPA) din Franța întinsă pe o suprafață de 78.527 ha, integral pe uscat.

## Localizare
Centrul sitului Bassigny este situat la coordonatele 48°08′31″N 5°35′55″E / 48.14194°N 5.59861°E.

## Înființare
Situl Bassigny a fost declarat arie de protecție specială avifaunistică în baza directivei 79/409 din 1979 referitoare la conservarea păsărilor sălbatice pentru a proteja 58 de specii de animale.

## Biodiversitate
Situată în ecoregiunea continentală, aria protejată nu include niciun habitat protejat.
La baza desemnării sitului se află mai multe specii protejate de  păsări (58): fluierar de munte (Actitis hypoleucos), minunița (Aegolius funereus), pescăruș albastru (Alcedo atthis), rață sulițar (Anas acuta), rață lingurar (Anas clypeata), rață pitică (Anas crecca), rață fluierătoare (Anas penelope), rață mare (Anas platyrhynchos), rață cârâitoare (Anas querquedula), rață pestriță (Anas strepera), stârc cenușiu (Ardea cinerea), ciuf de câmp (Asio flammeus), rață-cu-cap-castaniu (Aythya ferina), rața moțată (Aythya fuligula), buha (Bubo bubo), fugaci de țărm (Calidris alpina), fugaci roșcat (Calidris ferruginea), fugaci mic (Calidris minuta),  prundaș gulerat mic (Charadrius dubius), barză albă (Ciconia ciconia), barză neagră (Ciconia nigra), erete de stuf (Circus aeruginosus), erete vânăt (Circus cyaneus), erete cenușiu (Circus pygargus), lebădă de vară (Cygnus olor), ciocănitoarea de stejar (Dendrocopos medius), ciocănitoare neagră (Dryocopus martius), egretă albă (Egretta alba), șoim de iarnă (Falco columbarius), șoim călător (Falco peregrinus), muscar-gulerat (Ficedula albicollis), lișiță (Fulica atra), becațină comună (Gallinago gallinago), găinușă de baltă (Gallinula chloropus), cocor (Grus grus), acvilă pitică (Hieraaetus pennatus), sfrâncioc roșiatic (Lanius collurio), pescăruș râzător (Larus ridibundus), sitar de mâl (Limosa limosa), ciocârlie de pădure (Lullula arborea), becațină mică (Lymnocryptes minimus), gaia neagră (Milvus migrans), gaia roșie (Milvus milvus), culic mare (Numenius arquata), vultur pescar (Pandion haliaetus), viespar (Pernis apivorus), cormoran mare (Phalacrocorax carbo), ciocănitoare verzuie (Picus canus), ploier auriu (Pluvialis apricaria), corcodel mare (Podiceps cristatus), cristei de baltă (Rallus aquaticus), sitar de pădure (Scolopax rusticola), corcodel mic (Tachybaptus ruficollis), fluierar negru (Tringa erythropus), fluierar cu picioare verzi (Tringa nebularia), fluierarul de zăvoi (Tringa ochropus), fluierarul cu picioare roșii (Tringa totanus), nagâț (Vanellus vanellus)
Pe lângă speciile protejate, pe teritoriul sitului au mai fost identificate 13 specii de păsări.